# Izland az 1976. évi téli olimpiai játékokon
Izland az ausztriai Innsbruckban megrendezett 1976. évi téli olimpiai játékok egyik részt vevő nemzete volt. Az országot az olimpián 2 sportágban 8 sportoló képviselte, akik érmet nem szereztek.

## Alpesisí
Férfi
| Versenyző         | Versenyszám      | 1. futam      | 1. futam      | 2. futam      | 2. futam      | Összesítés | Összesítés |
| Versenyző         | Versenyszám      | Idő           | Hely.         | Idő           | Hely.         | Idő        | Helyezés   |
| ----------------- | ---------------- | ------------- | ------------- | ------------- | ------------- | ---------- | ---------- |
| Haukur Jóhannsson | Óriás-műlesiklás | 2:01,76       | 64.           | nem ért célba | nem ért célba | kiesett    | kiesett    |
| Haukur Jóhannsson | Műlesiklás       | 1:10,89       | 40.           | 1:13,16       | 31.           | 2:24,05    | 32.        |
| Sigurður Jónsson  | Óriás-műlesiklás | 1:58,46       | 57.           | 1:57,76       | 37.           | 3:56,22    | 39.        |
| Sigurður Jónsson  | Műlesiklás       | 1:07,28       | 32.           | 1:10,06       | 23.           | 2:17,34    | 24.        |
| Tómas Leifsson    | Óriás-műlesiklás | 2:01,83       | 67.           | 2:03,54       | 46.           | 4:05,37    | 46.        |
| Tómas Leifsson    | Műlesiklás       | nem ért célba | nem ért célba | kiesett       | kiesett       | kiesett    | kiesett    |
| Árni Óðinsson     | Óriás-műlesiklás | 2:05,28       | 73.           | nem ért célba | nem ért célba | kiesett    | kiesett    |

Női
| Versenyző              | Versenyszám      | 1. futam      | 1. futam      | 2. futam | 2. futam | Összesítés | Összesítés |
| Versenyző              | Versenyszám      | Idő           | Hely.         | Idő      | Hely.    | Idő        | Helyezés   |
| ---------------------- | ---------------- | ------------- | ------------- | -------- | -------- | ---------- | ---------- |
| Steinunn Sæmundsdóttir | Óriás-műlesiklás |               |               |          |          | 1:41,07    | 36.        |
| Steinunn Sæmundsdóttir | Műlesiklás       | 53,55         | 24.           | 51,17    | 16.      | 1:44,72    | 16.        |
| Jórunn Viggósdóttir    | Óriás-műlesiklás |               |               |          |          | 1:40,81    | 35.        |
| Jórunn Viggósdóttir    | Műlesiklás       | nem ért célba | nem ért célba | kiesett  | kiesett  | kiesett    | kiesett    |

## Sífutás
Férfi
| Versenyző           | Versenyszám | Eredmény   | Helyezés |
| ------------------- | ----------- | ---------- | -------- |
| Halldór Matthíasson | 15 km       | 48:42,22   | 47.      |
| Halldór Matthíasson | 30 km       | 1:50:02,09 | 64.      |
| Halldór Matthíasson | 50 km       | 3:02:51,17 | 42.      |
| Trausti Sveinsson   | 15 km       | 52:50,29   | 69.      |
| Trausti Sveinsson   | 30 km       | 1:47:48,45 | 63.      |